# Färgklang
Färgklang är en svensk dokumentärfilm från 2007 i regi av Jan Troell. Den handlar om pianisten Hans Pålsson och konstnären Claes Eklundh, deras skapandeprocesser och hur Pålsson sätter toner till Eklundhs konst. Filmen är 57 minuter lång och hade premiär 28 januari 2007 vid Göteborgs filmfestival.